# نيكولاس جون بينيت
نيكولاس جون بينيت (بالإنجليزية: Nicholas John Bennett)‏ هو موظف مدني بريطاني، ولد في 30 سبتمبر 1948.